# Eupithecia leamariae
Eupithecia leamariae es una especie de polilla de la familia Geometridae. La especie fue descrita por primera vez por Ulrich Ratzel, habiendo sido descrita en 2011, con distribución en el país de Bután. El holotipo de la especie fue descrita en el paso de montaña Fotu La, a aproximadamente 3700 metros (12 139,1 pies) de altitud.